# Ksiloziltransferaza
Ksiloziltransferaze us transferni enzimi koji deluju na ksilozi i klasifikovani su pod EC 2.4.2.
Tačnije, oni se mogu odnositi na:
- Dolihil-fosfat D-ksiloziltransferaza
- Dolihil-ksilozil-fosfat—protein ksiloziltransferaza
- Flavonol-3-O-glikozid ksiloziltransferaza
- Glikoprotein 2-beta-D-ksiloziltransferaza
- Proteinska ksiloziltransferaza
- Ksiloglukan 6-ksiloziltransferaza
- XYLT1
- XYLT2
- Zeatin O-beta-D-ksiloziltransferaza